# Phare de Ponta Verde
Le Phare de Ponta Verde (en portugais : Farol de Ponta Verde)  est un phare situé dans le quartier de Ponta Verde (pt) de la ville de Maceió, dans l'État d'Alagoas - (Brésil).
Ce phare est la propriété de la Marine brésilienne et il est géré par le Centro de Sinalização Náutica e Reparos Almirante Moraes Rego (CAMR) au sein de la Direction de l'Hydrographie et de la Navigation (DHN).

## Histoire
Tour de maçonnerie ronde avec galerie mais aucune lanterne, montée sur une base concrète. Phare peint avec bandes(orchestres) horizontales rouges et blanches. Ponta Verde est un point de terrain(terre) dans la ville de Macei ó; le phare est placé(localisé) dans le ressac(surf) du point. Accessible seulement par bateau.
Le phare actuel, mis en service en 1949, a remplacé l'ancienne lumière à acétylène qui avait été construite en 1922. C'est une tour cylindrique de 11 m de haut, avec petite galerie et lanterne, montée sur un socle en béton. La tour est blanche avec quatre bandes horizontales rouges. Il est situé sur une plage de Maceió. Il a été électrifié en 1986.
Le phare émet, à une hauteur focale de 13 m, un long éclat blanc par période de 10 secondes. La portée maximale est de 13 milles nautiques (environ 24 kilomètres).
Identifiant : ARLHS : BRA178 ; BR1360 - Amirauté : G0220 - NGA :17972.

## Caractéristique dufeu maritime
- Fréquence sur 10 secondes :
  - Lumière : 2 secondes
  - Obscurité : 8 secondes

|          |
| Le phare |

## Crédit d'auteurs
- (pt) Cet article est partiellement ou en totalité issu de l’article de Wikipédia en portugais intitulé « Farol de Ponta Verde » (voir la liste des auteurs).